# Yablochkina (cràter)
Yablochkina és un cràter d'impacte en el planeta Venus de 64,3 km de diàmetre. Porta el nom d'Alexandra Yablochkina (1866-1964), actriu russa, i el seu nom va ser aprovat per la Unió Astronòmica Internacional el 1985.